# ریزموش دم‌دراز
ریزموش دم‌دراز (نام علمی: Sminthopsis longicaudata) نام یک گونه از سرده ریزموش‌ها است.